# Herbert Demel

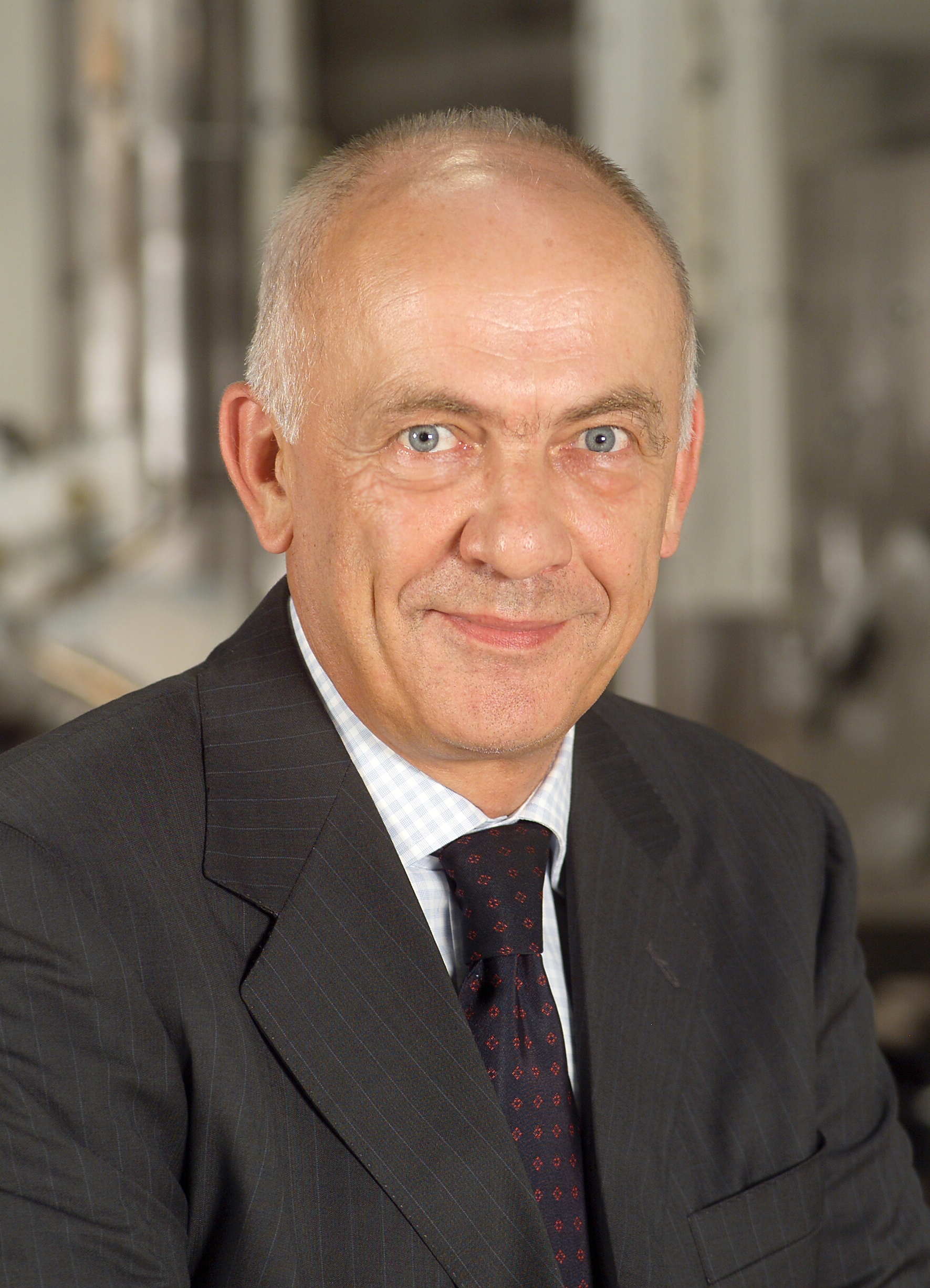
Herbert Demel (2006)

Herbert Demel (* 14. Oktober 1953 in Wien) ist ein österreichischer Manager.

## Ausbildung
Herbert Demel studierte Maschinenbau an der TU Wien. Er promovierte 1978 zum Doktor der technischen Wissenschaften und begann an der Wiener Universität als Assistent am Institut für Verbrennungskraftmaschinen und Kraftfahrzeugbau. Nach sechs Jahren wissenschaftlicher Tätigkeit verließ er die Universität 1984 und wechselte in die Privatwirtschaft.

## Karriere
Herbert Demel begann seine Karriere 1984 als Koordinator Antiblockiersystem ABS-Applikation bei der Robert Bosch GmbH in Stuttgart. 1985 übernahm er die Funktion des Leiters ABS/ASR-Applikation, ab 1988 war Demel Hauptabteilungsleiter ABS/ASR-Applikation & Qualitätssicherung, 1989 übernahm er zusätzlich die Abteilung Entwicklung Getriebesteuerung. Demel verantwortete in dieser Zeit sowohl die Entwicklung des Antiblockiersystems (ABS) als auch die Qualitätssicherung.
1990 wechselte er zu Audi nach Ingolstadt, wo er Leiter der Abteilung für Motoren und Antriebsentwicklung wurde. Schon drei Jahre später saß er für den Geschäftsbereich Technische Entwicklung im Vorstand. 1994 wurde er Sprecher des Vorstands und 1995 schließlich Vorstandsvorsitzender, er löste damit Franz-Josef Kortüm ab, unter dem das Unternehmen in eine Krise geraten war. Umgehend begann Herbert Demel mit Maßnahmen zur Sanierung. Schon die erste Bilanz unter der alleinigen Verantwortung Demels wies wieder leichte Gewinne aus. Unter seiner Führung wurden Mittelklasse-Modelle wie der A3 und der A4 eingeführt. 1997 wurde er von Audi abgezogen und von VW-Chef Ferdinand Piëch zuerst als Stellvertretender Vorsitzender und wenig später als Vorstandsvorsitzender nach Südamerika berufen, um dort die Tochtergesellschaft Volkswagen do Brasil zu sanieren. Auch in Brasilien konnte Demel bald Erfolge vorweisen, der Absatz stieg unter seiner Verantwortung markant.
Als 2001 ein Nachfolger für Ferdinand Piëch an der VW-Spitze gesucht wurde, war auch Demel als Kandidat im Gespräch. Der VW-Aufsichtsrat entschied sich jedoch für Bernd Pischetsrieder. Herbert Demel verließ daraufhin den VW-Konzern und kehrte in seine Heimat Österreich zurück, wo er ab November 2002 die Europa-Aktivitäten von Magna Steyr leitete und den Börsengang vorbereiten sollte. Er verließ aber bereits ein Jahr später wieder das Unternehmen.
Im November 2003 wechselte Demel zum angeschlagenen italienischen Autobauer Fiat und wurde mit der Sanierung der Autosparte beauftragt. Er war der erste Nicht-Italiener an der Spitze von Fiat GROUP AUTOMOBILES S.P.A. Demel verstärkte sein Team mit ehemaligen VW-Managern wie z. B. Stefan Ketter (Qualitätschef), Johann Wohlfahrter (Marketing- und Vertrieb) und Harald J. Wester (vormals Entwicklungschef bei Magna Steyr und Produktionschef Ferrari). Nach 15 Monaten an der Spitze des italienischen Automobilunternehmens, verließ Demel aufgrund unterschiedlicher strategischen Zielsetzungen wieder den, von Sergio Marchionne geführten, Konzern.
Im Juni 2005 kehrte Herbert Demel zu Magna zurück und war dort bis 2007 Vorstandsvorsitzender der Tochtergesellschaft MAGNA Powertrain AG. 2007 übernahm Herbert Demel die Funktion des COO Vehicles & Powertrain Group.
Im April 2009 unterbreitete Magna International unter der Führung von Co-CEO Siegfried Wolf, Herbert Demel und Manfred Eibeck dem Automobilkonzern General Motors (GM) ein Übernahmeangebot für dessen marode Europa-Tochter Opel. Magna plante gemeinsam mit der russischen Sberbank einen Anteil von 55 % an Opel zu übernehmen. Die in den Medien für große Aufmerksamkeit sorgenden Verhandlungen, in denen sowohl die deutsche als auch die amerikanische Regierung einbezogen waren, schienen am 30. Mai beendet, als die deutsche Bundesregierung bekannt gab, dass Magna den Zuschlag erhalten sollte. Nachdem Carl-Peter Forster bekannt gab, nicht für die Führung einer „New Opel“ zur Verfügung zu stehen, sollte Demel im Falle einer Übernahme die Rolle des CEO „New Opel“ übernehmen. Anfang September 2009 verlautbarte der amerikanische Mutterkonzern General Motors, mit der 55 % Übernahme durch Magna einverstanden zu sein, diese Mitteilung wurde aber bereits am 3. November 2009 durch einen Beschluss des GM Verwaltungsrates wieder revidiert. Opel verblieb im amerikanischen GM Mutterkonzern.
2010 übernahm Demel zusätzlich zu seiner Rolle als Executive Vice President Magna International die Funktion des President Magna China, India, South/East Asia, South America und Africa.
Anfang 2012 übernahm Demel innerhalb des Konzerns die Rolle des Chief Strategy Officer (CSO), um dem Unternehmen in enger Abstimmung mit dem Vorstand eine langfristige und zukunftsorientierte Ausrichtung zu verleihen.
Im Frühjahr 2012 wurde er zum Honorarprofessor an der TU Wien berufen.
Im Juli 2013 trat Demel aus allen offiziellen Funktionen bei Magna International Inc. zurück, er bleibt der Unternehmensspitze aber als Strategischer Berater erhalten.
Von Januar 2014 bis Februar 2017 war Demel zunächst Operativer Geschäftsführer (COO), später Vorsitzender der Geschäftsführung (CEO) bei dem internationalen Anlagenbauer M+W Group in Stuttgart.